# Жаров, Леонид Леонидович
Леонид Леонидович Жаров (род. 30 марта 1961 года) — советский и российский хоккеист с мячом и хоккейный тренер.

## Карьера
Воспитанник горьковского хоккея с мячом. В высшей лиге дебютировал в сезоне 1980/81 года в кировской «Родине».
В 1981—2001 годах играл в Свердловске в составе армейской команды. В 1992/93, 1993/94 и 1996/97 годах играл за рубежом, в составе Tranås BoIS.
В высшей лиге чемпионата России сыграл 364 матча, забил 248 мячей, в чемпионатах Швеции — 116 матчей, 197 мячей (в высшей лиге — 74 матча, 83 мяча; в первой лиге — 42 матча, 114 мячей).
В 1992 году выступал за вторую сборную России, провёл 7 матчей, забил 3 мяча. Серебряный призёр международного турнира на призы Правительства России 1992 года.

## Достижения
Серебряный призёр международного турнира на призы Правительства России 1992 года.
Чемпион мира среди юниоров 1980 года.
Серебряный призёр розыгрыша Кубка Европейских Чемпионов 1994 года.
Чемпион России 1994 года. Серебряный призёр 1992 года. Бронзовый призёр 1990 года.
Финалист розыгрыша Кубка России 1995 года.

## Тренерская карьера
В 2001—2004 годах — играющий тренер СКА-Химмаш.
С 2004 года — тренер СКА-Свердловск.